# Hymenolaena candollei
Hymenolaena candollei är en växtart i släktet Hymenolaena och familjen flockblommiga växter.
Arten är en perenn ört som förekommer från östra Afghanistan till västra Himalaya. Den beskrevs av Augustin Pyrame de Candolle 1830.